# Campeonato Europeo de Piragüismo en Eslalon de 2004
El V Campeonato Europeo de Piragüismo en Eslalon se celebró en Skopie (República de Macedonia) en 2004 bajo la organización de la Asociación Europea de Piragüismo (ECA) y la Federación de Piragüismo de la República de Macedonia.
Las competiciones se desarrollaron en el canal de piragüismo en eslalon acondicionado en el río Treska, al sudoeste de la capital macedonia.

## Medallistas

### Masculino
| Evento         | Oro | Plata | Bronce |
| -------------- | --- | --- | --- |
| K1 individual  | Julien Billaut Francia 190,34 pts.                                                                                            | Mathias Röthenmund · Suiza · 191,66 pts.                                                                          | Daniele Molmenti · Italia · 192,16 pts.                                                                                  |
| C1 individual  | Tomáš Indruch · República Checa · 200,82                                                                                      | Krzysztof Bieryt · Polonia · 200,92                                                                               | Nico Bettge · Alemania · 201,43                                                                                          |
| C2 individual  | Jaroslav Volf · Ondřej Štěpánek · República Checa · 207,34                                                                    | Martin Braud Cédric Forgit Francia 210,17                                                                         | Ladislav Škantár · Peter Škantár · Eslovaquia · 212,37                                                                   |
| K1 por equipos | Mathias Röthenmund · Thomas Mosimann · Michael Kurt · Suiza · 218,86                                                          | Anthony Brown Campbell Walsh Huw Swetnam Reino Unido 220,36                                                       | Ivan Pišvejc · Lukáš Kubričan · Tomáš Kobes · República Checa · 221,82                                                   |
| C1 por equipos | Tomáš Indruch · Jan Mašek · Ondřej Pinkava · República Checa · 226,77                                                         | Alexander Slafkovský · Dušan Ovčarik · Juraj Minčík · Eslovaquia · 228,05                                         | Simon Hočevar Dejan Stevanovič Jošt Zakrajšek Eslovenia 234,86                                                           |
| C2 por equipos | República Checa · Jaroslav Volf / Ondřej Štěpánek · Marek Jiras / Tomáš Máder · Jaroslav Pospíšil / Jaroslav Pollert · 246,91 | Eslovaquia · Ľuboš Šoška / Peter Šoška · Ladislav Škantár / Peter Škantár · Milan Kubáň / Marián Olejník · 251,52 | Polonia · Andrzej Wójs / Sławomir Mordarski · Jarosław Miczek / Wojciech Sekuła · Marcin Pochwała / Paweł Sarna · 254,45 |

### Femenino
| Evento         | Oro                                                                             | Plata                                                                     | Bronce                                                           |
| -------------- | ------------------------------------------------------------------------------- | ------------------------------------------------------------------------- | ---------------------------------------------------------------- |
| K1 individual  | Elena Kaliská · Eslovaquia · 209,40 s                                           | Jenny Apel · Alemania · 212,70 s                                          | Irena Pavelková · República Checa · 213,76 pts.                  |
| K1 por equipos | Irena Pavelková · Marcela Sadilová · Marie Řihošková · República Checa · 246,58 | Elena Kaliská · Gabriela Stacherová · Jana Dukátová · Eslovaquia · 257,48 | Laura Blakeman Heather Corrie Kimberley Walsh Reino Unido 261,04 |

## Medallero
| Núm. | País            | Oro | Plata | Bronce | Total |
| ---- | --------------- | --- | ----- | ------ | ----- |
| 1    | República Checa | 5   | 0     | 2      | 7     |
| 2    | Eslovaquia      | 1   | 3     | 1      | 5     |
| 3    | Francia         | 1   | 1     | 0      | 2     |
| 3    | Suiza           | 1   | 1     | 0      | 2     |
| 5    | Alemania        | 0   | 1     | 1      | 2     |
| 5    | Polonia         | 0   | 1     | 1      | 2     |
| 5    | Reino Unido     | 0   | 1     | 1      | 2     |
| 8    | Eslovenia       | 0   | 0     | 1      | 1     |
| 8    | Italia          | 0   | 0     | 1      | 1     |
|      | TOTAL           | 8   | 8     | 8      | 24    |